# Звистал
Звистал (њем. Swisttal) општина је у њемачкој савезној држави Северна Рајна-Вестфалија. Једно је од 19 општинских средишта округа Рајн-Зиг. Према процјени из 2010. у општини је живјело 18.280 становника. Посједује регионалну шифру (AGS) 5382064, NUTS (DEA2C) и LOCODE (DE SWA) код.

## Географски и демографски подаци
Звистал се налази у савезној држави Северна Рајна-Вестфалија у округу Рајн-Зиг. Општина се налази на надморској висини од 133–177 метара. Површина општине износи 62,2 km². У самом мјесту је, према процјени из 2010. године, живјело 18.280 становника. Просјечна густина становништва износи 294 становника/km².

## Међународна сарадња
| Мјесто | Држава    | Врста сарадње | Од    |
| ------ | --------- | ------------- | ----- |
|        | Француска | контакт       | 1990. |
| Извор  |           |               |       |